# Magdeburger FC Viktoria 1896

Vereinslogo

Der Magdeburger Fußball- und Cricket Club Viktoria war ein Fußballverein aus Magdeburg der 1896 gegründet wurde und 1936 in einer Fusion mit dem  MTV 1860 Neustadt zur VfL Viktoria 1860 Neustadt-Magdeburg aufging.

## Geschichte
Der Club wurde durch Schüler der Magdeburger Guericke-Oberrealschule am 15. Juni 1896 als Magdeburger Fußball- und Cricket Club Viktoria gegründet und wurde im Volksmund deswegen auch „Schüler-Viktoria“ genannt.
Am 28. Januar 1900 gehörte Viktoria 96 zu den Gründungsmitgliedern des Deutschen Fußball-Bundes. Der MFCV nahm mit Beginn der Fußball-Saison 1900/01 an den Meisterschaftsspielen teil, anfangs organisiert durch den Verband Magdeburger Ballspiel-Vereine und nach dessen Beitritt zum Regionalverband durch den Verband Mitteldeutscher Ballspiel-Vereine.  Von 1900/01 bis einschließlich der Saison 1908/09 gewann Viktoria alle Meisterschaften der 1. Klasse Magdeburg bzw. des Mittelelbgaus, insgesamt neun Titel in Folge. In den Spielzeiten 1902/03, 1903/04, 1904/05 nahm Viktoria auch an den Endrundenspielen um die deutsche Meisterschaft teil. Mit Paul Matthes brachte Victoria 96 einen Nationalspieler hervor. Er spielte am 30. April 1908 in Berlin im zweiten Länderspiel des DFB als Linksaußenstürmer gegen England (1:5).
Ab 1912 nannte sich der Verein SV Viktoria 1896 Magdeburg. 
Der Verein hatte 1920 728 Mitglieder. Mehrere neue Sportarten wurden eingeführt, wobei die Leichtathletik besonders zu erwähnen ist. In den nächsten Jahren brachte der Verein eine Reihe herausragender Sportler hervor, die durch mehrere nationale und internationale Titel bekannt wurden. So besonders in der Leichtathletik die Zwillinge Ilse und Rose Drieling, den Hochspringer Walter Böwing und den Bronzemedaillengewinner im 400-Meter-Lauf bei den Olympischen Sommerspielen in Amsterdam 1928 Joachim Büchner. 
Von 1934 bis 1937 spielte der SV Victoria in der Gauliga Mitte, zu dieser Zeit eine der 16 höchsten Fußball-Ligen in Deutschland. Ab 1935 standen die 96er jedoch deutlich im Schatten des wesentlich erfolgreicheren Stadtrivalen Cricket-Viktoria 1897.
Im Jahre 1936 erfolgte aus wirtschaftlichen Gründen die Fusion mit dem MTV 1860 Neustadt und die Umbenennung in VfL Viktoria-Neustadt 1860. Nach Kriegsende wurde dieser Club wie alle ostdeutschen Sportvereine auf Betreiben der sowjetischen Besatzungsmacht auf der Grundlage der Direktive Nr. 23 des Alliierten Kontrollrates der Besatzungsmächte 1945 verboten und aufgelöst.
2008 wurde ein Verein unter dem traditionellen Namen Magdeburger FC Viktoria 1896 neugegründet und nahm in der Saison 2008/09 am Spielbetrieb der 2. Stadtklasse Magdeburg teil. 2009 wurde er jedoch wieder aufgelöst.

## Sportstätten
Wie auch die anderen Magdeburger Fußballvereine nutzte Viktoria 96 zunächst ein Gelände am Cracauer Anger, bis im Jahre 1904 die Militär-Kommandantur dieses Gelände einer weiteren sportlichen Nutzung entzog. Darauf wechselte Viktoria 96 nach einer kurzzeitigen Nutzung der Radrennbahn an der Berliner Chaussee auf den Sportplatz Am Schleppsäbel, der ersten echten Sportanlage in Magdeburg. Am 14. April 1912 wurde schließlich am Gübser Damm der neue Viktoria-Sportplatz fertiggestellt, auf dem Viktoria 96 bis zum Zweiten Weltkrieg spielte und an dessen Ort später das Ernst-Grube-Stadion und die Avnet Arena erbaut wurden.

## Meisterschaften
- Meister des Verbandes Magdeburger Ballspiel-Vereine: 1902 bis 1905
- 1. Klasse Magdeburg – ab 1907/08 Mittelelbgau (1. Liga): 1906, 1907, 1908, 1909, 1916, 1917